# Цифешть (комуна)
Цифешть, Цифешті (рум. Țifești) — комуна у повіті Вранча в Румунії. До складу комуни входять такі села (дані про населення за 2002 рік):
- Іджешть (256 осіб)
- Бетінешть (866 осіб)
- Вітенешть (309 осіб)
- Кліпічешть (543 особи)
- Олешешть (949 осіб)
- Петрешкань (468 осіб)
- Сирбі (804 особи)
- Цифешть (1004 особи)

Комуна розташована на відстані 175 км на північний схід від Бухареста, 19 км на північний захід від Фокшан, 149 км на південь від Ясс, 88 км на північний захід від Галаца, 116 км на схід від Брашова.

## Населення
За даними перепису населення 2002 року у комуні проживали 5199 осіб.
Національний склад населення комуни:
| Національність | Кількість осіб | Відсоток |
| -------------- | -------------- | -------- |
| румуни         | 5189           | 99,8%    |
| цигани         | 7              | 0,1%     |
| угорці         | 3              | 0,1%     |

Рідною мовою назвали:
| Мова      | Кількість осіб | Відсоток |
| --------- | -------------- | -------- |
| румунська | 5195           | 99,9%    |
| циганська | 2              | < 0,1%   |
| угорська  | 1              | < 0,1%   |
| німецька  | 1              | < 0,1%   |

Склад населення комуни за віросповіданням:
| Релігія       | Кількість осіб | Відсоток |
| ------------- | -------------- | -------- |
| православні   | 5178           | 99,6%    |
| старообрядці  | 10             | 0,2%     |
| римо-католики | 7              | 0,1%     |
| реформати     | 3              | 0,1%     |
| п'ятдесятники | 1              | < 0,1%   |